# Linguistica educativa
La linguistica educativa è un settore delle Scienze del linguaggio che ha per oggetto la lingua vista in funzione del suo apprendimento, dell'insegnamento e dello sviluppo delle capacità semiotiche. Si occupa non solo di apprendimento e insegnamento delle lingue straniere, ma anche delle L1, delle lingue classiche, delle microlingue; considera inoltre fondamentale il legame tra la competenza nella L1 e quella nelle altre lingue.
Inoltre la disciplina ha come suo interesse l'elaborazione di approcci, metodi e tecniche didattiche che servano a potenziare l'apprendimento e l'insegnamento linguistico.

## Contatto tra l'italiano e altre lingue in contesto migratorio
Tra gli interessi della disciplina si collocano il contatto tra l'italiano e le altre lingue in contesto migratorio, sia considerando l'italiano lingua immigrata nello spazio linguistico di altri paesi e lingua di origine per i nostri emigrati all'estero, sia considerando l'italiano lingua di contatto per gli immigrati in Italia.  In particolare, la Linguistica educativa ha elaborato vari strumenti per rilevare la presenza delle lingue immigrate all'interno dello spazio linguistico italiano e per realizzare mappature linguistiche del territorio italiano.

## Il nome "Linguistica educativa"
Il nome della disciplina è stato coniato da Tullio De Mauro nel 2003 e rilanciato nello stesso anno da Massimo Vedovelli, su modello del nome Sociolinguistica educativa, a sua volta coniato dal sociolinguista Gaetano Berruto. Obiettivo della disciplina, al momento della sua fondazione, era quello di rappresentare - secondo le parole di Vedovelli - un "quadro concettuale entro il quale le diverse componenti e tradizioni della glottodidattica italiana [...] possano trovare un terreno autenticamente condiviso di problematiche e prospettive".
Il nome Linguistica educativa richiama inoltre il nome della disciplina nota in ambito anglosassone come Educational Linguistics.

## I rapporti con la Glottodidattica e con altre scienze del linguaggio
La Linguistica educativa dialoga con la Glottodidattica, che ha l'Educazione linguistica come comune materia di ricerca. Gli studiosi italiani che si riconoscono nella Linguistica educativa, come Massimo Vedovelli, Monica Barni, Cristina Lavinio, Silvana Ferreri, hanno aderito, insieme a Paolo Balboni e ai glottodidatti della scuola veneziana, alla Società di Didattica delle Lingue e di Linguistica educativa (DILLE), che ha tenuto nel 2009 il suo congresso fondativo. 
Tra le discipline del linguaggio con cui la Linguistica educativa intrattiene un rapporto molto stretto vi è inoltre la Linguistica acquisizionale. Molti tra i linguisti educativi hanno a lungo collaborato con i linguisti acquisizionali della scuola pavese.